# مردم آلتای
مردم آلتایی، گروهی از مردمان ترک هستند که در سیبری، جمهوری آلتایی و سرزمین آلتایی روسیه زندگی می‌کنند. زیر گروه‌های مردم آلتای تئلئوت‌ها و تلنگیت‌ها و قرائی‌ها هستند.
مردم آلتایی به دو دسته تقسیم می‌شوند:
- آلتایی شمالی که شامل توبالار، چلکان و کوماندی‌ها هستند
- آلتایی جنوبی[۲][۳] که شامل آلتایی‌ها تئلئوت‌ها و تلنگیت‌ها می‌شود

قسمت شمالی و جنوبی آلتای‌ها در ناحیه آلتای و از قبیله‌های کیمک و قبچاق‌ها تشکیل شد. طبق مطالعات اخیر به احتمال قوی آلتای‌های از نسل مردم ینی سئی هستند و با مردم دیرین سیبری و بومیان آمریکا مرتبطند.

## تاریخ

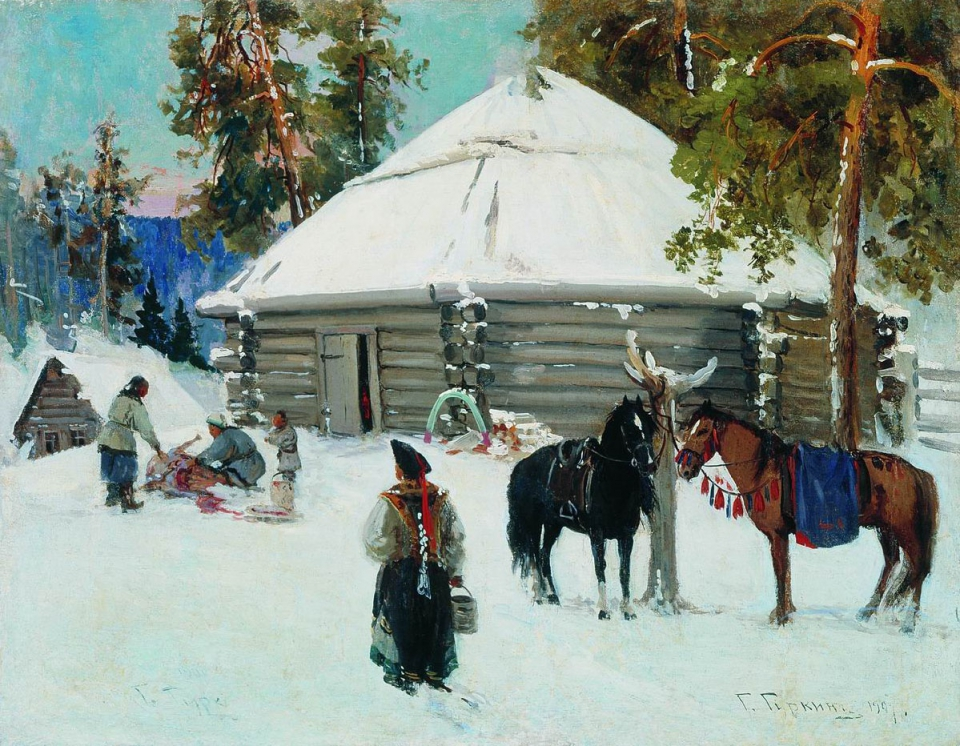
آلتایی ها نوشته گریگوری گورکین (1907).

شواهد زبانی ، ژنتیکی و باستان شناسی اخیر نشان می دهد که نخستین اقوام ترک تبار از جوامع کشاورزی شمال شرقی چین بودند که در اواخر هزاره سوم قبل از میلاد به غرب به مغولستان رفتند و در آنجا شیوه زندگی شبانی را در پیش گرفتند.  در اوایل هزاره 1 قبل از میلاد ، این اقوام کوچ نشین اسب سواری شده بودند .  در قرون بعدی، جمعیت استپ آسیای مرکزی به نظر می رسد به تدریج جایگزین شده است و Turkified توسط شرق آسیا ترک عشایری، در حال حرکت از مغولستان.  
در این منطقه برنز و آهن وجود داشته و دارد و در منطقه ای که امروزه مردم آلتایی در آن زندگی می کنند ، شهرک های ناهمگن در دوران عصر مفرغ و آهن وجود داشته است. از قرن پنجم قبل از میلاد و به بعد اقوام ترک در این منطقه مستقر شدند و به زودی شروع به ترکیب با جمعیت های قبلی کردند. منطقه پس از آن فتح شد و یا در داخل حوزه نفوذ شد Xiongnu از Rouran Khaganate از ترک Khanganate از امپراتوری اویغور و سئی قرقیزستان . در این دوره های زمانی ، مردم محلی منطقه از نظر فرهنگی و زبانی ترکی شدند. 
بر اساس یک مطالعه در سال 2016 ، آلتایی ها ، دقیقاً برخی از آلتایی های جنوبی ، مردم محلی ینیسه را که با گروه های سرخپوشان-اسکیمو ارتباط نزدیک داشتند ، جذب کردند. 
از قرن سیزدهم تا هجدهم ، مردم آلتایی تحت سلطه سیاسی و فرهنگی مغول ها بودند. منشاء آلتای جنوبی را می توان در این دوره از نتیجه مخلوط شدن قبایل کیپچاک و مغول جستجو کرد. در همین حال ، آلتایی های شمالی در نتیجه ادغام قبایل ترک با ساموئیدها ، کت ها و دیگر گروه های سیبری بود. 
آلتایی ها در قرن 16 توسط چهار ائرات مغول غربی ضمیمه شدند . مغولان آنها را "به نام Telengid " یا " Telengid aimag " در دوره از سلسله شمالی یوان ، با منطقه شناخته شده به عنوان استان Telengid.  پس از سقوط از Zunghar خانات در قرن 18، در Altaians توسط تحت انقیاد شد سلسله چینگ ، که از آنها به عنوان آلتان Nuur Uriyangkhai .  اما آلتاییان از نظر ژنتیکی با اوریانگخای ، که مجاور مجاور ائیرات مغول است ، نسبتی ندارند.گروه های قومی در مغولستان .
آلتایی در قرن 18 با روس ها تماس گرفت. در دوره تزاری ، آلتایی ها به عنوان ائروت یا ائیروت شناخته می شدند (این نام به معنای ائیرات است و بعداً برای استان خودمختار اویروت ادامه خواهد یافت ). آلتایی گزارش می دهد که بسیاری از آنها معتاد به ودکای روس ها شده اند که آن را "آب آتش" نامیده اند. 
در رابطه با دین ، برخی از آلتایی ها شامیانیست باقی مانده اند و برخی دیگر (در روندی که از اواسط قرن نوزدهم شروع شد) به کلیسای ارتدکس روسیه تغییر دین داده اند . مأموریت آلتایی زیر نظر سنت ماکاری گلوخارف (47 1847) ، معروف به "رسول آلتایی" توسعه یافت. در سال 1904 ، جنبشی مذهبی به نام Ak Jang یا Burkhanism در بین این افراد به وجود آمد. 
تا قبل از سال 1917 ، آلتایی از گروه های قومی مختلف تشکیل می شد. 
با ظهور انقلاب 1917 ، آلتائی ها سعی کردند منطقه خود را به یک جمهوری بورخانیستی جداگانه به نام Oyrot تبدیل کنند. حمایت آنها از منشویک ها در طول جنگ داخلی منجر به سقوط این سرمایه گذاری پس از پیروزی بلشویک ها و ظهور بعدا یوسف استالین شد . در دهه 1940 ، در طول جنگ جهانی دوم و هنگامی که او تصفیه های متعددی را انجام می داد ، دولت او آلتایی را متهم به ژاپن خواهی کرد . کلمه "oyrot" ضد انقلاب اعلام شد . تا سال 1950 ، صنعتی شدن شورویسیاست ها و توسعه در این زمینه منجر به مهاجرت قابل توجه روس ها به این جمهوری شد و نسبت آلتایی در کل جمعیت را از 50 to به 20 reducing کاهش داد.  در اوایل قرن 21 ، قوم آلتایی حدود 31 درصد از جمعیت جمهوری آلتایی را تشکیل می دهند.
امروزه ، منافع خاص آلتایی ها توسط انجمن قومیت های شمالی آلتای بیان و از آن دفاع می شود.

## جمعیت
بر حسب احصائیه سال ۲۰۱۶ روسیه تعداد آلتای‌ها که در جمهوری آلتای ساکن بوده ۶۹۹۶۳ نفر بوده. آنها به پرورش اسب و دامداری اشتغال دارند.

## مساکن
مساکن سنتی آلتای‌های جنوبی یورت بوده‌است. در حالیکه در شمال یورت‌های مخروطی شکل استفاده می‌کنند که از چوب و پوسته درختان درست شده.

## نگارخانه

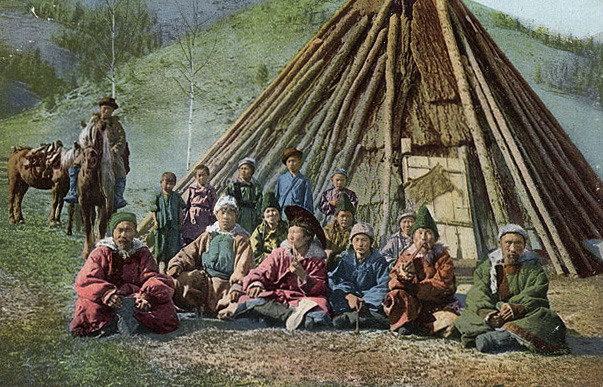
مردم آلتایی
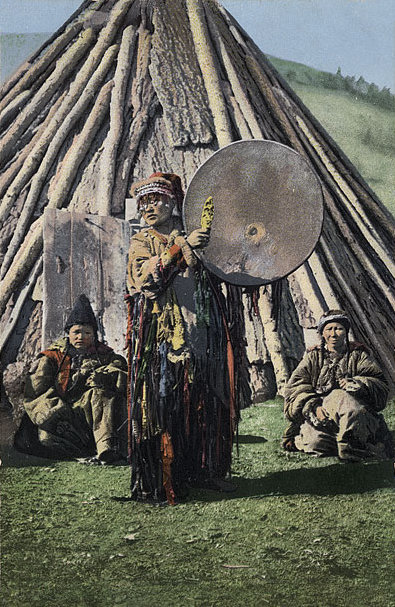
شمن آلتایی
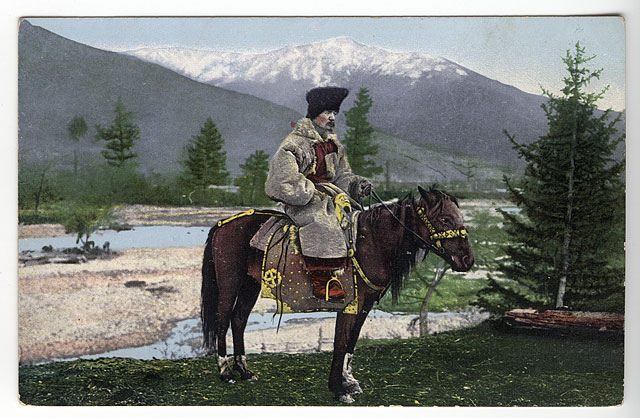
مرد سوارکار آلتایی در لباس محلی
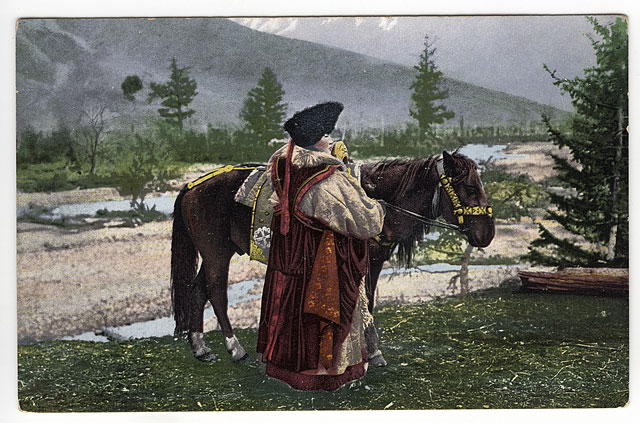
زن آلتایی در لباس محلی
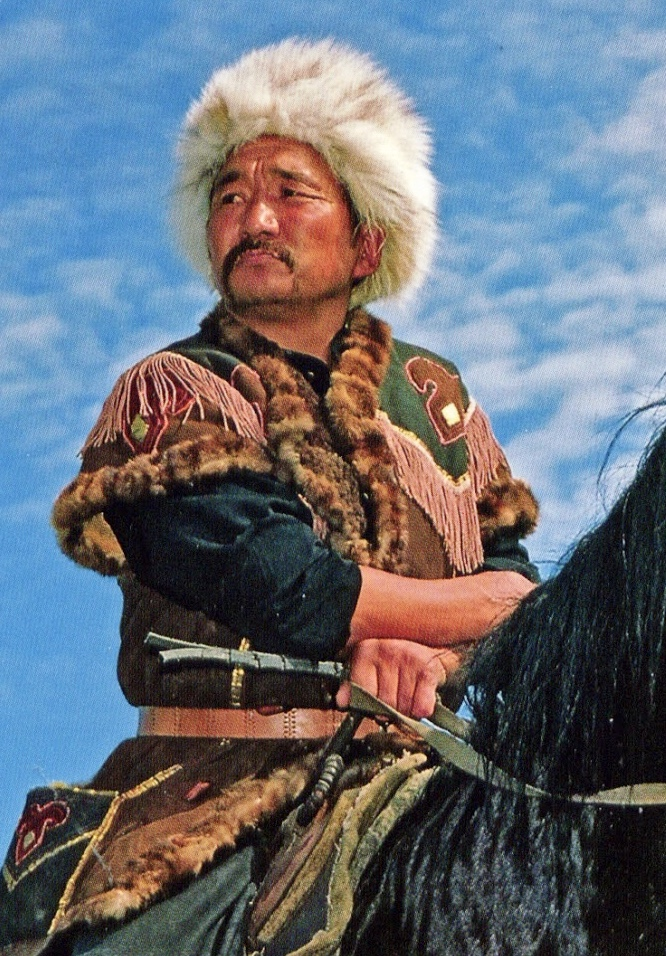
سوارکار آلتایی
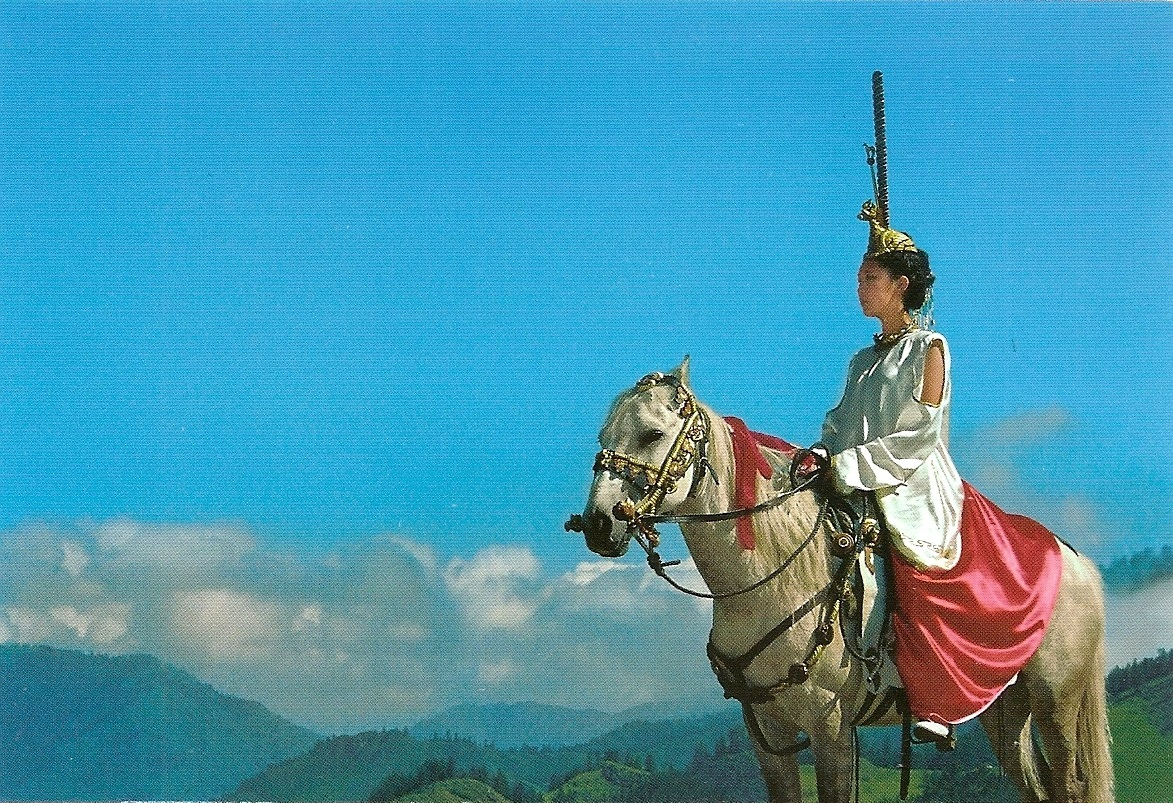
زن آلتایی